# Gymnothorax enigmaticus
Gymnothorax enigmaticus is een straalvinnige vissensoort uit de familie van murenen (Muraenidae). De wetenschappelijke naam van de soort is voor het eerst geldig gepubliceerd in 1982 door McCosker & Randall.